# Хейвуд, Питер
Питер Хейвуд (англ. Peter Heywood; 5 июня 1772, остров Мэн, Англия — 10 февраля 1831, Лондон, Великобритания) — британский мореплаватель, капитан Королевского военного флота Великобритании. Стал известным благодаря участию в мятеже на «Баунти», за что был приговорён к смерти, но помилован королём. Хейвуд был также поэтом и художником, оставил обстоятельную информацию о Таити, словарь и грамматику таитянского языка.

## Биография
Питер Хейвуд родился 6 июня 1772 года на острове Мэн в знатной семье.
Получил хорошее образование, интересовался поэзией, литературой. Через протекцию отца жены капитана Блая в 15-летнем возрасте получил назначение на «Баунти». Служил мичманом, дружил с лидером мятежа Флетчером Кристианом, поскольку оба происходили из одного старинного рода. Пользовался уважением как мятежников, так и тех, кто остался с капитаном. На Таити был вместе с Кристианом в лагере на берегу, вёл заметки о жизни и обычаях таитян. Вместе с другими приобщился к традициям таитян, имел многочисленные татуировки. Во время мятежа не принимал в нём активного участия: по собственному признанию, был в трюме; некоторые другие утверждали, что он находился на палубе и наблюдал за мятежом. Капитан Блай считал его одним из организаторов мятежа. После восстания остался на «Баунти», позже высадился на Таити с другими и жил там до прихода корабля «Пандора». На Таити составил один из лучших на то время словарей языка таитян. Был одним из первых, кто добровольно поднялся на борт «Пандоры», однако по приказу капитана Эдвардса был закован в кандалы как мятежник. Во время путешествия на корабле содержался в ужасных условиях, чудом спасся, когда корабль затонул.
По возвращении в Англию оказался перед военно-морским трибуналом за участие в мятеже. В ожидании суда писал стихи, составлял карты и рисунки о Таити. Знатная семья Хейвуда, его сестра и многочисленные знакомые хлопотали о его освобождении, наняли адвоката. Несмотря на это, на суде был признан виновным, поскольку равнодушие во время мятежа считалось преступлением и каралось смертной казнью. Хотя был приговорён к повешению, по рекомендации суда был помилован королём. Сразу по освобождении из заключения получил назначение на должность мичмана на корабле его дяди. Служил на различных должностях во флоте, участвовал в военных действиях против Франции. Также некоторое время служил в Южной Америке, Индийском океане. Дослужился до капитана в 1803 году; ожидалось, что он должен был получить звание адмирала, но в 1816 году вышел в отставку и женился. Собственных детей в браке не было. Умер 10 февраля 1831 года в возрасте 58 лет. Письма, заметки и рисунки Питера Хейвуда того периода имеют существенное историческое значение.

## Образ в кино
- «Мятеж на „Баунти“» (1935), где выведен под именем Роджер Байам;
- «Мятеж на „Баунти“» (1962);
- «Баунти» (1984)